# Associazione Calcio Vigevano 1972-1973
Questa pagina raccoglie le informazioni riguardanti l'Associazione Calcio Vigevano nelle competizioni ufficiali della stagione 1972-1973.

## Rosa
| N. |                   | Ruolo | Calciatore         |
| -- | ----------------- | ----- | ------------------ |
|    | Italia (bandiera) | D     | Roberto Armanni    |
|    | Italia (bandiera) | C     | Vittorio Boschetti |
|    | Italia (bandiera) | C     | Ermanno Bosetti    |
|    | Italia (bandiera) | D     | Bruno Canto        |
|    | Italia (bandiera) | C     | Tarcisio Cantoni   |
|    | Italia (bandiera) | P     | Giancarlo Canzi    |
|    | Italia (bandiera) | A     | Roberto Dioni      |
|    | Italia (bandiera) | C     | Giuseppe Fontana   |
|    | Italia (bandiera) | D     | Ermes Fregonese    |
|    | Italia (bandiera) | D     | Renato Groppi      |
|    | Italia (bandiera) | A     | Oliviero Menta     |
|    | Italia (bandiera) | D     | Sergio Mischis     |

| N. |                   | Ruolo | Calciatore          |
| -- | ----------------- | ----- | ------------------- |
|    | Italia (bandiera) | A     | Arnaldo Notaro      |
|    | Italia (bandiera) | C     | Mario Pandolfi      |
|    | Italia (bandiera) | C     | Valerio Pavesi      |
|    | Italia (bandiera) | A     | Agostino Rettani    |
|    | Italia (bandiera) | A     | Orano Rolfo         |
|    | Italia (bandiera) | D     | Angelo Sala         |
|    | Italia (bandiera) | A     | Giancarlo Schillirò |
|    | Italia (bandiera) | C     | Ernesto Scorletti   |
|    | Italia (bandiera) | D     | Gino Tonelli        |
|    | Italia (bandiera) | C     | Angelo Tumiati      |
|    | Italia (bandiera) |       | Vegliach            |
|    | Italia (bandiera) | P     | Pietro Villa        |